# Церковь Димитрия Солунского при Петровской богадельне
В Туле также находится действующий церковь Дмитрия Солунского
Церковь Димитрия Солунского при Петровской богадельне — недействующий православный храм в Туле.

## История
По завещанию тульского купца Ивана Игнатовича Петрова, умершего в 1857 году, его двухэтажный каменный дом на улице Никитской (ныне — улица Староникитская) был передан под организацию богадельни для бедных, престарелых и увечных. Богадельне присвоили имя благотворителя. Отдельно стоящая церковь во имя Димитрия Солунского при Петровской богадельне была возведена в 1901—1902 году на средства, завещанные купцом Дмитрием Ваныкиным.
Церковь закрыли по постановлению президиума Тульского губисполкома от 18 апреля 1924 года. В качестве причины закрытия указывалось, что церковь является бесприходной, и в ней с 1918 года не происходило никаких отправлений религиозных обрядов. В сентябре 1924 года здание бывшего храма передали отделу социального обеспечения. В советское время здание церкви было существенно перестроено: разобрана колокольня и возведён второй этаж. В настоящее в нём находится ЗАО "Трикотажная фабрика «Заря».
- Современный вид